# Шкофље (Дивача)
Шкофље (словен. Škoflje, итал. Scoffe) је насељено место у општини Дивача, Обално-Крашка регија, Словенија.

## Историја
До територијалне реорганизације у Словенији било је у саставу старе општине Сежана.

## Становништво
У попису становништва из 2011. године, Шкофље је имало 121 становника.
| Број становника према пописима | Број становника према пописима | Број становника према пописима |
| ------------------------------ | ------------------------------ | ------------------------------ |
| 1991                           | 2002                           | 2011                           |
| 122                            | 118                            | 121                            |